# Wernersholm
Wernersholm er et tidligere lyststed som ligger på Wernersholmvegen 20 på Hop i Fana bydel, Bergen. På samme sted lå der tidligere en lystgård fra 1784. Den nuværende hovedbygning skal være tegnet af ingeniørofficer Frantz Henrik d’Aubert (1797–1842) omkring 1830. Lyststedet blev bygget for købmand Michael Krohn, som købte ejendommen i 1829. Trepanelbygningen i empirestil præges af en tempelgavl båret af søjler. Bygningen blev ombygget i 1898 af arkitekt Schak Bull og i 1913-14 af arkitekt Ingolf Danielsen.
Bjørnstjerne Bjørnson skrev teksten til nationalsangen "Ja, vi elsker dette landet" på Wernersholm i 1859.